# Club Deportivo Estradense
El Club Deportivo Estradense es un equipo de fútbol español del municipio gallego de La Estrada, en la provincia de Pontevedra. Fue fundado en 1925 y juega en la temporada 2024-25 en la Tercera RFEF de España - Grupo I (5.º nivel del fútbol español). En esta temporada 2024-25 el club celebra el centenario de su fundación.

## Historia
El equipo fue fundado en 1925 por Emilio Velasco García, comandante del Batallón de Reserva de A Estrada y primer presidente del club, y el empresario Jesús Durán Taboada. Se constituyó con jugadores aficionados de la villa y algún militar del destacamento local, con la idea de federar el club a corto plazo. El primer partido se jugó en Caldas de Reyes el 31 de mayo de 1925 contra un equipo de Padrón, con victoria del Estradense por 3-2. El uniforme fue una camisa de color rojo.
La junta directiva alquiló un terreno de la familia Blanco para construir un campo, conocido como A Decoita o O Barrio Novo. En él se jugó el primero partido oficial en abril de 1926 contra el Trust Escolar de Santiago de Compostela, con resultado de 4-3 a favor del Estradense. En el año 1926 el Deportivo Estradense figura federado en la Serie C Regional, tercera categoría a nivel gallego. 
Posteriormente el campo fue vallado y se construyeron gradas en escalones aprovechando el desnivel del terreno. Se inauguró en marzo de 1927, el martes de Pascua, y en él jugaron el Celta de Vigo y el Eiriña CF, entre otros.
A comienzos de la década de 1930 los propietarios reclamaron los terrenos del campo. Meses después la junta directiva presidida por Manuel Durán alquiló un robledal a la familia Leyes, detrás de la actual estación de autobuses, en la que se hizo un campo de reducidas dimensiones, abierto, con una ligera pendiente y con un edificio contiguo que servía como vestuario precario. Sin embargo, en el primero lustro de la década de 1930 el fútbol estradense alcanzó su máximo nivel, con jugadores como Gonzalo Varela Agrelo, que sería jugador y capitán del Celta en Primera División durante varios años; Enrique Durán, Manolo Torrado, Augusto Reino, Pedro Sane y Verino Durán, entre otros jugadores. La guerra civil detuvo las aspiraciones deportivas de varios jugadores, y causó la muerte a Secundino Campos Pego, diseñador del escudo del equipo, redactor del primer Reglamento y compositor de un himno. Con la llegada del franquismo el equipo tuvo que modificar su uniforme, dejando el color rojo.
Tras el fin de la guerra la familia Leyes recuperó sus terrenos y el Ayuntamiento acondicionó el Campo de A Baiuca. En 1959, se retomó un proyecto para la construcción de un gran estadio deportivo redactado en 1942 por el arquitecto Juan Argenti, el tercero más grande de Galicia después de Balaídos y Riazor.
En 1960, el equipo se inscribió en el Torneo Rías Baixas. Tras el mal papel del equipo en la liga el presidente dejó el puesto a José Araujo Ulloa. En 1962 el equipo pasó a jugar el campeonato de Serie A Regional, donde se mantuvo hasta 1978. A comienzos de la década de 1970 se creó una sección de balonmano, que llegó a ser un equipo puntero en las competiciones provinciales.
Después de varios años en Primera y Segunda Regional, se alcanzó el ascenso a Regional Preferente en 1988, y tres años más tarde se ascendió a Tercera División, donde se mantuvo siete temporadas. En una de ellas se logró la clasificación para jugar la Copa del Rey.
Después de esas gloriosas temporadas en tercera, se produjo el descenso a preferente en 1998. El club se mantuvo 11 temporadas en preferente con un descenso a primera regional en el 2004. Por fin, en la temporada 2009-2010, se vuelve a tercera división en la que se mantiene 2 temporadas. 
Con el descenso, el club entra en una grave crisis económica debido a los gastos de las últimas temporadas en la categoría superior. El club presidido por José Ángel Gestoso, "Secho", inicia una apuesta por la cantera local y la plantilla se forma con un gran número de jugadores estradenses. La afición retoma la ilusión por la apuesta del club y éste se sanea económicamente en la categoría, logrando sólo pasar apuros en la primera temporada y jugando la promoción a tercera división con un equipo entrenado por Eduardo Muñiz, "Tinto", cuyo juego de toque y posesión de balón, hizo las delicias de los aficionados, con jugadores como Coke, Martín, Silva. Manuti, José Ramón Garabal, David Castro, Vicente, Jorge Casal y el goleador Unai. El equipo vence al Dubra en la promoción de cuartos clasificados (1-0 y 0-1, global de 2-0) pero no asciende por no haber plaza en tercera división. En la temporada siguiente el equipo queda 6.º clasificado y la directiva cambia de entrenador. En el año 2014 se inauguró el "Novo Municipal" dejando atrás el Campo de A Baiuca, actualmente demolido.
Javi Touriño inicia la temporada 2016-17 y de su mano vienen varios jugadores como Juan Castro, Pablo Rodríguez y Diego Arnejo, que dan un gran rendimiento, y unos irregulares Astray y Adrián Beiroa. El equipo hace grandes partidos, con un juego mucho más defensivo que el que planteaba Tinto, en un grupo de preferente con equipos de gran potencial económico como el Cultural Areas, Ourense CF y el CD Arenteiro. El final de la temporada es duro por el poco recambio de los jugadores y el club acaba en 5.ª posición con unos magníficos 69 puntos y sólo 7 derrotas en la liga. 
En la temporada siguiente hay cambio de directiva y Toño Camba es nombrado presidente. Alberto Mariano se convierte en el nuevo entrenador y se rompe con la época anterior fichando jugadores de fuera de A Estrada entre los que destacan Borja Míguez, Juanito Abalo, Alberto Carballa y el exjugador de primera división Pignol. Empieza el desembarco de jugadores que pertenecieron al club vecino del Estudiantil de Loimil como Peiteado, Ander Bellido y Juanín. Un mal final de campaña, nuevamente, echa por tierra el ascenso. 
En la campaña 18-19 sigue la llegada de exjugadores del Estudiantil como Pablo Carabán, Brais Vidal, Fafú, Colón, Brais Calvo, Iago Neira y Gorka. El club se sitúa en posiciones de ascenso y éste se consigue en la antepenúltima jornada en un duelo a vida o muerte en el campo de Os Carrís contra el Barbadás al ganar por 0-3 con goles de Pablo Carabán, Juanito y Borja Míguez. Al final de la temporada se consigue el subcampeonato con 81 puntos, con sólo 5 derrotas y a tan sólo 1 punto del campeón CD Pontellas. 
En las siguientes temporadas el club se asienta en la tercera división. En la temporada 20-21, la federación española inicia una reestructuración de las categorías nacionales, y se encuadran 24 clubs en la tercera gallega. El Estradense se clasifica en 4.ª posición de su grupo de 12 equipos, clasificándose en el grupo intermedio cuyas dos primeras plazas dan lugar a jugar el play-off de ascenso a la nueva 2.ª RFEF. El cuadro rojillo queda campeón de este grupo y se clasifica para jugar la promoción de ascenso. En la primera ronda elimina, contra todo pronóstico, al Alondras en partido jugado en Cangas de Morrazo. En la segunda ronda el Arosa elimina, en su campo de A Lomba, al Estradense tras acabar el partido con empate y pasar el Arosa por mejor clasificación en la liga. En este partido, el rojillo Brais Calvo erró un penalti cerca del final del partido ante un Arosa que en la final ascendió a 2.ª RFEF.
Esta temporada es la única en la historia del Estradense en la que jugó una promoción de ascenso a 2.ª RFEF (categoría de nivel mayor que el autonómico).
| Temporada                        | Ronda            | Fecha               | Local       | Resultado                                                       | Visitante     |
| -------------------------------- | ---------------- | ------------------- | ----------- | --------------------------------------------------------------- | ------------- |
| Promoción de ascenso a 2.ª RFEF. | Cuartos de final | 30 de mayo de 2021  | Alondras CF | 0–1                                                             | CD Estradense |
| Promoción de ascenso a 2.ª RFEF. | Semifinales      | 13 de junio de 2021 | Arosa SC    | 0–0, clasificado el Arosa por mejor posición en la liga regular | CD Estradense |

En la temporada 21-22, Alberto Mariano deja el club y es sustituido por Ignacio Fernández, "Nacho" que realiza una buena temporada. David Páez se hace cargo de un equipo asentado en la categoría y lo deja en 8.º lugar. Para la temporada 24-25 se contrata al tándem de exjugadores Manuti y Javicho como nuevos entrenadores.

## Estadio
El equipo juega sus partidos como local en el "Novo Campo Municipal", con capacidad para 600 espectadores.

## Datos del club

### Liga
- Temporadas en Primera División: 0
- Temporadas en Segunda División: 0
- Temporadas en Segunda División B: 0
- Temporadas en Tercera División: 14
- Mejor puesto en la liga: 6.º (Tercera División, temporada 1995/96)
- Trayectoria:

| Temporada | Nivel | Categoría      | Puesto |
| --------- | ----- | -------------- | ------ |
| 1959-60   | 5     | 1.ª Comarcal   | 8.º    |
| 1960-61   | 4     | Serie A        | 9.º    |
| 1961-62   | 4     | Serie A        | 4.º    |
| 1962-63   | 4     | Serie A        | 9.º    |
| 1963-64   | 4     | Serie A        | 6.º    |
| 1964-65   | 4     | Serie A        | 11.º   |
| 1965-66   | 4     | Serie A        | 4.º    |
| 1966-67   | 4     | Serie A        | 12.º   |
| 1967-68   | 4     | Serie A        | 12.º   |
| 1968-69   | 4     | Serie A        | 16.º   |
| 1969-70   | 4     | Serie A        | 12.º   |
| 1970-71   | 4     | Serie A        | 17.º   |
| 1971-72   | 4     | Serie A        | 16.º   |
| 1972-73   | 4     | Serie A        | 13.º   |
| 1973-74   | 4     | Serie A        | 13.º   |
| 1974-75   | 4     | Serie A        | 14.º   |
| 1975-76   | 4     | Serie A        | 16.º   |
| 1976-77   | 4     | Serie A        | 20.º   |
| 1977-78   | 5     | Serie A        | 20.º   |
| 1978-79   | 6     | 1.ª Autonómica | 16.º   |
| 1979-80   | 7     | 2.ª Autonómica | 6.º    |
| 1980-81   | 7     | 2.ª Autonómica | 2.º    |

| Temporada | Nivel | Categoría      | Puesto |
| --------- | ----- | -------------- | ------ |
| 1981-82   | 6     | 1.ª Autonómica | 17.º   |
| 1982-83   | 7     | 2.ª Autonómica | 1.º    |
| 1983-84   | 6     | 1.ª Autonómica | 7.º    |
| 1984-85   | 6     | 1.ª Autonómica | 8.º    |
| 1985-86   | 6     | 1.ª Autonómica | 3.º    |
| 1986-87   | 6     | 1.ª Autonómica | 4.º    |
| 1987-88   | 6     | 1.ª Autonómica | 1.º    |
| 1988-89   | 5     | Preferente     | 13.º   |
| 1989-90   | 5     | Preferente     | 3.º    |
| 1990-91   | 5     | Preferente     | 1.º    |
| 1991-92   | 4     | 3.ª            | 7.º    |
| 1992-93   | 4     | 3.ª            | 10.º   |
| 1993-94   | 4     | 3.ª            | 8.º    |
| 1994-95   | 4     | 3.ª            | 12.º   |
| 1995-96   | 4     | 3.ª            | 6.º    |
| 1996-97   | 4     | 3.ª            | 17.º   |
| 1997-98   | 4     | 3.ª            | 18.º   |
| 1998-99   | 5     | Preferente     | 8.º    |
| 1999-00   | 5     | Preferente     | 8.º    |
| 2000-01   | 5     | Preferente     | 4.º    |
| 2001-02   | 5     | Preferente     | 8.º    |

| Temporada | Nivel | Categoría      | Puesto |
| --------- | ----- | -------------- | ------ |
| 2002-03   | 5     | Preferente     | 16.º   |
| 2003-04   | 5     | Preferente     | 18.º   |
| 2004-05   | 6     | 1.ª Autonómica | 1.º    |
| 2005-06   | 5     | Preferente     | 7.º    |
| 2006-07   | 5     | Preferente     | 6.º    |
| 2007-08   | 5     | Preferente     | 11.º   |
| 2008-09   | 5     | Preferente     | 3.º    |
| 2009-10   | 5     | Preferente     | 2.º    |
| 2010-11   | 4     | 3.ª            | 12.º   |
| 2011-12   | 4     | 3.ª            | 17.º   |
| 2012-13   | 5     | Preferente     | 15.º   |
| 2013-14   | 5     | Preferente     | 9.º    |
| 2014-15   | 5     | Preferente     | 4.º    |
| 2015-16   | 5     | Preferente     | 6.º    |
| 2016-17   | 5     | Preferente     | 5.º    |
| 2017-18   | 5     | Preferente     | 4.º    |
| 2018-19   | 5     | Preferente     | 2.º    |
| 2019-20   | 4     | 3.ª            | 10.º   |
| 2020-21   | 4     | 3.ª            | 7.º    |
| 2021-22   | 5     | 3.ª RFEF       | 8.º    |
| 2022-23   | 5     | 3.ª RFEF       | 9.º    |
| 2023-24   | 5     | 3.ª RFEF       | 8.º    |
| 2024-25   | 5     | 3.ª RFEF       |        |

### Copa del Rey
- Participaciones en la Copa del Rey: 1 (1992-93)
- Partidos disputados:

| Temporada | Ronda     | Fecha                    | Local            | Resultado | Visitante        |
| --------- | --------- | ------------------------ | ---------------- | --------- | ---------------- |
| 1992-93   | 1.ª Ronda | 2 de septiembre de 1992  | CD Estradense    | 0–1       | Endesa As Pontes |
| 1992-93   | 1.ª Ronda | 10 de septiembre de 1992 | Endesa As Pontes | 2–0       | CD Estradense    |

## Palmarés
- Preferente Autonómica (1): 1990-91
- Primera Autonómica (2): 1987-88, 2004-05
- Segunda Autonómica (1): 1982-83